# فهيم فازلي
فهيم فازلي (بالإنجليزية: Fahim Fazli) مواليد 30 مايو 1966 في كابل، هو ممثل أمريكي بدأ مسيرته الفنية سنة 2004.

## الأعمال
- جنود الحصان
- روك ذا كاسباه
- قناص أمريكي
- إن سي آي إس: لوس أنجلوس
- آيرون مان

## روابط خارجية
- فهيم فازلي على موقع IMDb (الإنجليزية)
- فهيم فازلي على موقع قاعدة بيانات الأفلام العربية
- فهيم فازلي على موقع ألو سيني (الفرنسية)
- فهيم فازلي على موقع أول موفي (الإنجليزية)
- فهيم فازلي على موقع قاعدة بيانات الأفلام السويدية (السويدية)
- فهيم فازلي على موقع قاعدة بيانات الفيلم (الإنجليزية)
- فهيم فازلي على موقع كينوبويسك (الروسية)